# Глумче
Глумче (болг. Глумче) — село в Бургасской области Болгарии. Входит в состав общины Карнобат. Находится примерно в 6 км к северо-востоку от центра города Карнобат и примерно в 43 км к северо-западу от центра города Бургас. По данным переписи населения 2011 года, в селе  проживало 94 человека.

## Население
| Год     | 1934 | 1946 | 1956 | 1965 | 1975 | 1985 | 1992 | 2001 | 2011 |
| ------- | ---- | ---- | ---- | ---- | ---- | ---- | ---- | ---- | ---- |
| Жителей | 315  | 377  | 313  | 231  | 218  | 183  | 135  | 118  | 94   |

| Национальность | Человек | Процент |
| -------------- | ------- | ------- |
| болгары        | 69      | 74,19%  |
| цыгане         | 24      | 25,81%  |
| Всего ответов  | 93      |         |

|  |